# Euro disco
Genres dérivés
Europop, eurodance
Genres associés
Italo disco, hi-NRG
L'euro disco (aussi stylisé eurodisco, euro-disco ou Eurodisco) est une variété européenne de musique électronique ayant émergée dans les années 1970 ; elle incorpore des éléments de pop, new wave et de rock dans une ambiance disco. De nombreuses compositions d'Euro disco disposent de paroles chantées en anglais bien que les chanteurs n'aient pas nécessairement l'anglais comme langue maternelle.

## Histoire
Dans les années 1950 et 1960, en plus de l'importante influence américaine, il était courant que les Français et les Italiens créent de la musique pop avec un son plutôt orienté vers la danse. Déjà à cette époque, des succès europop sont répandus en France, en Italie et Allemagne grâce au Scopitone français et à la Cinebox/Coilorama italienne. Une autre racine est le concours Eurovision de la chanson, particulièrement durant les années 1970.
Le terme euro disco est utilisé pour la première fois au milieu des années 1970 pour décrire les productions et les artistes disco non britanniques tels que D.D. Sound, les groupes ouest-allemands Arabesque, Boney M., Dschinghis Khan et Silver Convention, le trio de production munichois Giorgio Moroder, Donna Summer et Pete Bellotte, le chanteur italien Gino Soccio, les artistes français Amanda Lear, Dalida, Cerrone, Hot Blood, Banzai (single Viva America) et Ottawan, les groupes néerlandais Luv' et Teach-In, les vainqueurs du concours Eurovision de la chanson. En Espagne, le disco prend son essor après la mort de Francisco Franco en 1975, avec Baccara. Le groupe suédois ABBA remporte le grand succès Dancing Queen. Le succès est énorme et de nombreux producteurs européens produisent aussitôt de nombreux succès pop qui conservent ce style. Dans un très court laps de temps, une nouvelle branche musicale prend son essor en Europe.
Entre le milieu et la fin des années 2000, l'Eurodisco connait un regain d'intérêt. Des artistes comme Irene Cara, Berlin et Laura Branigan connaissent un regain de popularité, en particulier dans les pays où le succès commercial n'a pas été au rendez-vous après 1984, comme l'Amérique du Nord et l'Amérique du Sud. 